# Cheiroplatys volsellus
Cheiroplatys volsellus är en skalbaggsart som beskrevs av Phillip B. Carne 1976. Cheiroplatys volsellus ingår i släktet Cheiroplatys och familjen Dynastidae. Inga underarter finns listade i Catalogue of Life.